# Osterdienstag
Der Osterdienstag (lat. Feria tertia infra Octvam Paschae) ist der dritte Tag der Osteroktav und in einigen Regionen ein Feiertag. Der Osterdienstag ist im westlichen christlichen liturgischen Kalender der dritte Tag der Osterzeit und analog dazu im byzantinischen Ritus der dritte Tag der Pascha-Woche. Es ist der Tag nach dem Ostermontag.

## Liturgie und liturgische Rangordnung
Im Lateinischen Ritus der katholischen Kirche wird der Osterdienstag (Dienstag der Osteroktav) wie alle Tage bis zum Weißen Sonntag wie ein Hochfest begangen, so dass entsprechend der liturgischen Rangordnung eventuell auf das Datum fallende Feste oder Gedenktage von Heiligen nicht begangen werden. Für jeden Tag gibt es eigene Texte für die Feier der heiligen Messe. Am Osterdienstag wird als Epistel Apg 2,14a, 36–41  und als Evangelium Mt 28,8–15  gelesen. Beim Stundengebet werden die Psalmen vom Ostersonntag genommen.

## Arbeitsruhe und gesetzliche Feiertage
Seit dem Mittelalter bildete sich als Verlängerung der Osterfeier ein „Auferstehungs-Triduum“ von Ostersonntag bis zum Osterdienstag heraus, an dem Arbeitsruhe herrschte; vorher hatte sich die Arbeitsruhe teilweise über die ganze Osterwoche erstreckt. Papst Urban VIII. erklärte 1642 die Tage von Ostersonntag bis Dienstag nach Ostern für arbeitsfrei. Der Osterdienstag als arbeitsfreier Tag, der auch von Protestanten eingehalten wurde, fiel aber später überall in Europa wieder weg. In der „Oeconomischen Encyclopädie“ von Johann Georg Krünitz aus der ersten Hälfte des 18. Jahrhunderts hieß es: „Der dritte Osterfeyertag wird in vielen Ländern nicht mehr gefeiert, weil die häufigen Festtage, statt dass sie das Volk frommer und gesitteter machen, nur verleiten, sich der Faulheit und den Ausschweifungen hinzugeben.“ In Österreich schaffte ihn Kaiserin Maria Theresia ab, in Preußen wurde er 1773 aufgehoben. Bis zur Einführung von Herbstferien in Österreich 2020 endeten allerdings die Osterferien der Schulen an diesem Tag, ebenso war der Dienstag nach Pfingsten schulfrei.
In Tasmanien ist der Osterdienstag als einzigem der australischen Bundesstaaten und Territorien ein gesetzlicher Feiertag für bestimmte Arbeitnehmer, im Allgemeinen im öffentlichen Dienst und in Banken. Als das australische Schuljahr noch in drei Trimester unterteilt war, war der Osterdienstag eine Verlängerung der Osterferien innerhalb des ersten Trimesters in Sydney, um den Kindern den Besuch der Sydney Royal Easter Show zu ermöglichen. Im derzeitigen System mit vier Quartalen fällt der Osterdienstag in der Regel in die regulären Schulferien am Ende von Term 1. In Neuseeland ist der Osterdienstag kein gesetzlicher Feiertag, aber ein obligatorischer Feiertag im öffentlichen Bildungswesen.
In Nauru ist der Osterdienstag Feiertag für die Angestellten im öffentlichen Dienst, in der Republik Zypern offizieller Schließtag der Banken.

## Kirchenmusik
Im lutherischen Nord- und Mitteldeutschland wurden Weihnachten, Ostern und Pfingsten bis weit ins 18. Jahrhundert dreitägig gefeiert. Johann Sebastian Bach schrieb für den Osterdienstag die Kantaten 134, 145 und 158. Von Georg Philipp Telemann sind 21 Kantaten zum Osterdienstag erhalten.